# Blaskapelle Gloria
Die Blaskapelle Gloria stammt aus Südmähren und existiert seit 1994.
Das Ensemble besteht aus 13 Musikern und 3 Gesangssolisten. Gloria hat über 20 Tonträger veröffentlicht. Die erste DVD Sommertraum in Mähren erschien 2005. Im Jahre 2000 hat Gloria bei der ersten Europameisterschaft der böhmisch-mährischen Blasmusik den Titel Europäischer Meister in der Profiklasse errungen. Die Formation wird von Zdeněk Gurský geleitet.

## Diskographie
- Blaskapelle Gloria & Kameníkovi muzikanti (1993)
- Gloria & Kameníkovi muzikanti 2 (1994)
- Když jsem šel z Hradišta (Als ich aus Hradisté ging) (1995)
- Es spielt Gloria (1996)
- Láska Největši (Die größte Liebe) (1996)
- Freundschaft (1997)
- Tri srdenka (1997)
- Antonín Zvácek (1998)
- Pozdravy od nás (Grüsse von uns) (1998)
- Zdeněk Gurský (1999)
- Teď to začne (Jetzt geht’s los) (1999)
- Mährischer Regenbogen (2000)
- Kytička malá (Ein kleiner Blumenstrauß) (2001)
- Alte Kameraden (2001)
- Musikantentraum (2002)
- Gloria & Blaskapelle Klarus – Schmeicheleien (2002)
- Bärenstark (2003)
- Reise nach Mähren (2004)
- Herzlich Willkommen (2004)
- 10 Jahre GLORIA (2004; Doppelalbum)
- Dankeschön (2005)
- Ein Sommertraum in Mähren (2005; DVD)
- Alles klar (Bogner, 2006)
- Gloria in excelsis Deo – Internationale Weihnachtsmelodien (Bogner, 2006)
- Die großen Erfolge (2007)
- Mit Vollgas (Bogner, 2007)
- Adresát neznámý (Empfänger unbekannt) (2008)
- Na moravském mlýne (An der Mährischen Mühle) (2008; DVD)
- 15. Jubiläum (2009)
- Für Feinschmecker (Bogner, 2009)
- Pik-Ass (Bogner, 2010)
- Zavolej si přátel pár (Freunde sind immer für dich da) (2010; Doppelalbum)
- Fandango (2011; DVD)
- Písničkou i slovem (2011; DVD)
- Naše Pozvání (Unsere Einladung) – 20 Jahre GLORIA (2014; Doppelalbum)
- Polkas 1–6 (2015)
- Modern 1, 2 (2016)
- Solo 1, 2 (2016)
- Walzer 1, 2 (2016)
- Krasne je zit 25 let (2018)
- Mährische Schmankerl (MCP, 2018)
- 25 Jahre – Das Beste (2019; Doppelalbum)
- Das große Blasmusiktreffen (Sampler, 2020)
- Mährische Momente (2021)
- Blaskapelle Gloria – 30 Jahre (2024)